# Adda Sköldpadda
Adda Sköldpadda (engelska: Yertle the Turtle) är en barnbok av Dr. Seuss och publicerades 1958. Den översattes på svenska 1972 av Britt G. Hallqvist. Boken är Seuss satir om Adolf Hitler och hur hans imperium föll efter andra världskriget. Boken tar även upp teman om vad som händer när makthunger och förtryck går överstyr.  